# Jarle Bernhoft

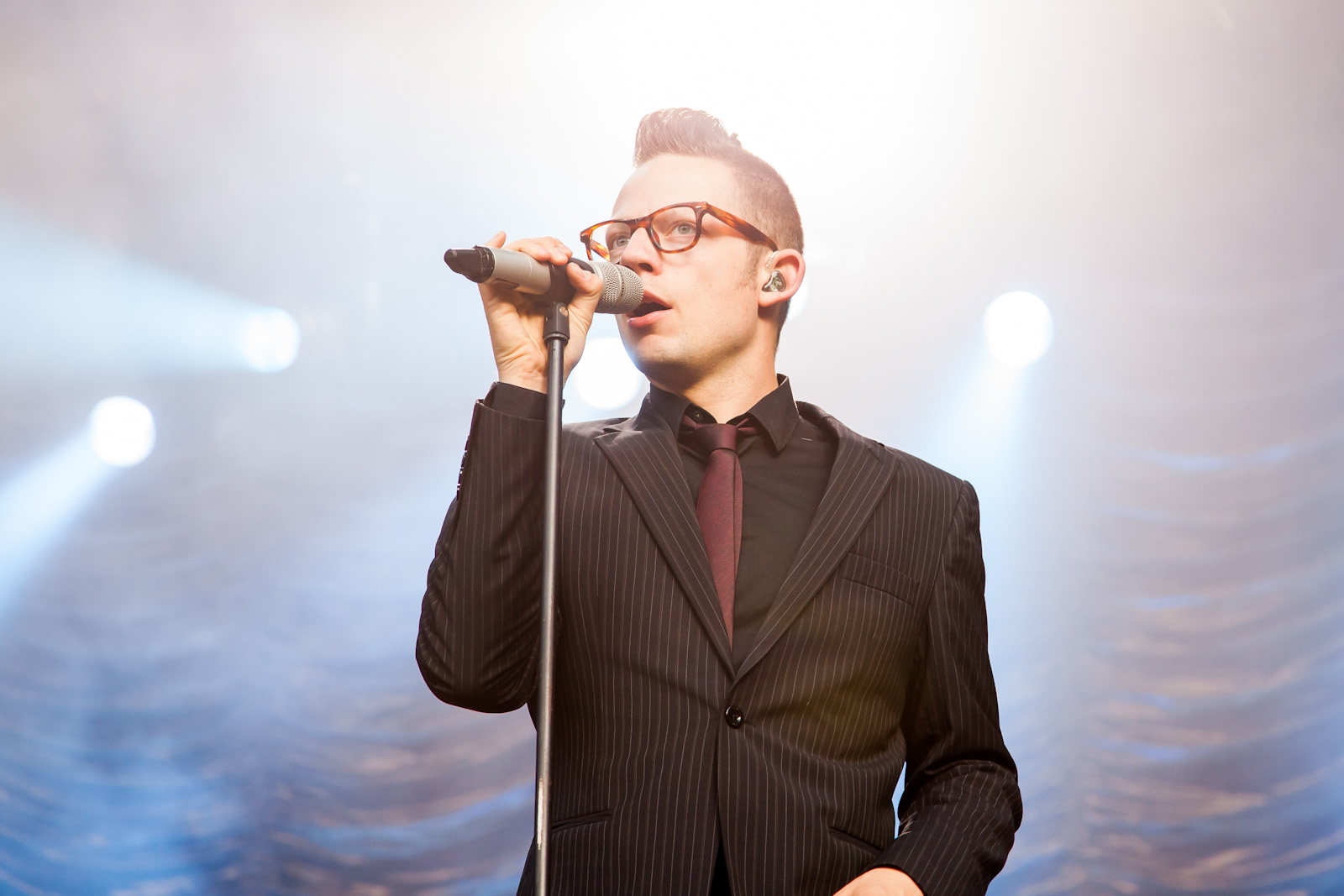
Jarle Bernhoft (2012)

Jarle Norman Bernhoft-Sjødin (* 27. Juni 1976) ist ein norwegischer Musiker und Songwriter. Als Bühnennamen nutzt er auch nur seinen Familiennamen Bernhoft oder die Schreibweise Bern/hoft.

## Leben
Jarle Bernhoft wuchs in der Gemeinde Nittedal wenige Kilometer nördlich der Hauptstadt Oslo auf. Seine musikalische Karriere begann in der Rock-’n’-Roll-Band Span. In dieser Combo gab er schon weltweit Auftritte. Danach begann er sein weitaus erfolgreicheres Solo-Projekt Bernhoft mit seinem Debütalbum Ceramik City Chronicles, das er am 1. September 2008 veröffentlichte.
Mit seinem zweiten Album Solidarity Breaks gelang ihm der Durchbruch. Er erreichte Platz 1 der Charts in seiner Heimat Norwegen. In Deutschland veröffentlichte er es im Juli 2011. Auf der ausgiebigen folgenden Tour (u. a. im Vorprogramm von Joe Cocker) war er unter anderem bei der amerikanischen Talkshow Ellen zu Gast.
Sein Markenzeichen sind seine Liveauftritte, in denen er mit seiner Loopstation Boss RC 50 sich selbst zum Teil mehrfach loopt. Er selbst bestätigte in zahlreichen Interviews, dass das Entstehen seines Prinzips der One-Man-Band ein Kompromiss war, um weiter touren zu können und so um die hohen Kosten für die weiteren Gastmusiker herumzukommen. So spielt er noch heute bei höherer Gage mit 12 Gastmusikern auf der Bühne. Seine vorrangigen Loops beinhalten Beatboxing, das Klopfen auf seine akustische Gitarre, Hintergrundgesang und Basslines.
Er ist mit Lisa Bernhoft-Sjødin verheiratet, mit der er zwei Söhne hat.

## Diskografie

### Alben
Mit Span
- 2004: Mass Distraction
- 2005: Vs. Time

Solo
- 2008: Ceramik City Chronicles
- 2010: 1:Man 2:Band (Live)
- 2011: Solidarity Breaks
- 2011: Walk with Me (Live at Chateau Neuf)
- 2014: Islander
- 2016: Stop/Shutup/Shout it out (EP)
- 2017: The Morning Comes (EP)
- 2021: Dancing on My Knees
- 2023: Avenue of Loveless Hearts

Mit den Fashion Bruises
- 2018: Humanoid

### Singles
Mit Span
- 2001: Missing in Stereo
- 2002: Oh My Way Down
- 2003: Papa
- 2004: Don't Think the Way They Do
- 2005: Cut Like Diamonds

Solo
- 2008: Streetlights
- 2008: Sunday
- 2009: Fly Away
- 2011: Choices
- 2011: C'mon Talk
- 2012: Stay with Me
- 2014: Come Around
- 2016: We Have a Dream
- 2017: Visceral
- 2021: All My Loving